# Third World Man
Third World Man ist das Schlusslied auf dem Album Gaucho von Steely Dan. Das Album wurde 1980 veröffentlicht. Musik und Text stammen von Walter Becker und Donald Fagen.

## Musik und Text
Der düstere, gemächliche Song (106 BPM) steht in f-Moll. Er handelt von Kriegserlebnissen und ist von Perspektivwechseln zwischen einem Kind und einem Erwachsenen geprägt.

„Johnny's playroom

Is a bunker filled with sand

He's become a third world man“

„Johnnys Spielzimmer

Ist ein mit Sand gefüllter Bunker

Er ist ein Dritte-Welt-Mann geworden“

Am Ende finden sich die zwei kryptischen Zeilen:

„I just sing that Ghana Rondo

E l'era del terzo mondo“

„Ich singe nur das Ghana Rondo

Um die Ära der Dritten Welt“

Diese Zeilen können Ende der 1970er Jahre als Hinweis auf das sich wiederholende Drama in Ghana verstanden werden, wo es zwischen 1966 und 1979 vier Militärputsche gab.

## Besetzung
Der Song ist einer der wenigen Songs, auf denen Walter Becker nicht spielt, weil er wegen eines Autounfalls und anderer Probleme ausfiel.
- Donald Fagen – Gesang
- Joe Sample – Keyboard[7]
- Steve Gadd – Schlagzeug
- Chuck Rainey – E-Bass
- Larry Carlton – E-Gitarre
- Steve Khan – E-Gitarre, akustische Gitarre
- Rob Mounsey – Synthesizer

## Aufführungen und Coverversionen
Von Steely Dan und von Donald Fagen Solo wurde der Song über 100 Mal live gespielt, so auch 1995 auf der Live-Einspielung Alive in America.
Joni Mitchell wählte 2005 Third World Man zur Musik, die für sie wichtig ist.
Rickie Lee Jones coverte den Song 2015.